# Christian Marquand
Christian Henri Marquand, född 15 mars 1927 i Marseille, Provence-Alpes-Côte d'Azur, död 22 november 2000 i Ivry-sur-Seine, Île-de-France, var en fransk skådespelare.

## Roller i urval
- 1946 – Flickan och odjuret
- 1956 – Och Gud skapade kvinnan...
- 1957 – Drama i Venedig
- 1959 – Det kom två män
- 1962 – Den längsta dagen
- 1962 – Synden straffar sig själv
- 1964 – Kom, så älskar vi!
- 1965 – Flykten från öknen
- 1965 – Lord Jim
- 1968 – Candy (regi)
- 1977 – På andra sidan midnatt
- 1979 – Apocalypse